# Eliot Bujupi
Eliot Bujupi, né le 3 juillet 2006 à Böblingen, est un footballeur international kosovar qui évolue au poste d'avant-centre au VfB Stuttgart.

## Biographie

### Carrière en club
Eliot Bujupi est né à Böblingen en Allemagne, dans une famille d'albanais  du Kosovo, originaire d'Orlate,.
Il est formé par le VfB Stuttgart, où il s'illustre d'abord en équipes de jeunes,, alors que l'équipe première joue les premières places du championnat d'Allemagne, notamment lors d'une saison 2023-2024 où elle termine vice-championne.

### Carrière en sélection
Bujupi est d'abord international junior allemand jusqu'à l'équipe des moins de 17 ans, avant de changer de nationalité sportive à l'été 2023, optant pour le Kosovo,.
Jouant d'abord avec les moins de 19 ans du Kosovo,, il est convoqué pour la première fois avec l'équipe senior du Kosovo en aout 2024. Il honore sa première sélection le 9 septembre 2024, remplaçant Lindon Emërllahu lors d'une victoire 0-4 contre Chypre en Ligue des Nations,,.